# Mogurnda thermophila
Mogurnda thermophila är en fiskart som beskrevs av Allen och Jenkins, 1999. Mogurnda thermophila ingår i släktet Mogurnda och familjen Eleotridae. Inga underarter finns listade i Catalogue of Life.